# Roza Shánina
Roza Yegórovna Shánina en ruso: Роза Егоровна Шанина (Yedma, óblast de Arcángel, Unión Soviética; 3 de abril de 1924- Reichau, Prusia Oriental, cerca de Vilna, Lituania, 28 de enero de 1945) fue una francotiradora soviética que participó durante la Segunda Guerra Mundial a la que se le atribuyeron 59 muertes confirmadas, incluidos doce soldados durante la Batalla de Vilna. Shánina se ofreció como voluntaria para el ejército después de la muerte de su hermano en 1941 y eligió ser francotiradora en la línea del frente. Elogiada por su precisión de disparo, Shánina fue capaz de golpear con precisión al enemigo y hacer dobletes (dos impactos al blanco por dos rondas disparadas en rápida sucesión).
En 1944, un periódico canadiense describió a Shánina como «el terror invisible de Prusia Oriental». Se convirtió en la primera mujer en servicio del Tercer Frente Bielorruso en recibir la Orden de la Gloria. Shánina murió en acción durante la ofensiva de Prusia Oriental mientras protegía al comandante de una unidad de artillería gravemente herido. La valentía de Shánina ya recibió elogios durante su vida, pero entró en conflicto con la política soviética de salvar a los francotiradores de batallas duras. Su diario de combate se publicó por primera vez en 1965.

## Biografía

### Infancia y juventud
Roza Shánina nació el 3 de abril de 1924 en la aldea rusa de Yedma en el Óblast de Arcángel. Sus padres eran Anna Alexeyevna Shánina, una lechera de un koljós, y Georgiy Mikhailovich Shanin, un registrador retirado tras una herida en la Primera Guerra Mundial. Según los informes, el nombre de Roza viene de Rosa Luxemburgo, una revolucionaria marxista alemana. Tuvo seis hermanos: una hermana Yuliya y cinco varones, Mijaíl, Fiódor, Serguéi, Pavel y Marat. La familia también acogió a tres niños de un orfanato. Roza era más alta que la media, con el pelo castaño claro y ojos azules. Tras terminar sus clases de educación primaria en Yedma, Shánina continuó su educación en el pueblo de Bereznik. En aquella época no existía transporte escolar así que tenía que caminar 13 km hasta Bereznik para poder estudiar. Los sábados, regresaba nuevamente a Bereznik para cuidar de su tía enferma Agnia Borisova.
Cuando tenía 14 años, contra el deseo de sus padres, recorrió a pie 200 km a través de la taiga hasta la estación de ferrocarril y viajó a Arcángel para asistir a la universidad, antes de mudarse a la residencia universitaria vivía con su hermano mayor Fyodor. Más adelante en su diario de combate Shánina recuerda su estancia en Arcángel. Una amiga suya, Anna Samsonova recordaba que en ocasiones Shánina regresaba tarde a su dormitorio en la universidad cuando las puertas ya estaban cerradas. Entonces sus compañeros ataban sábanas para que pudiera escalar por la ventana. En 1938 Shánina se convirtió en miembro del movimiento juvenil soviético Komsomol.
Dos años más tarde, los institutos de educación secundaria soviéticos introdujeron tasas de matrícula y se recortó el fondo de becas. Shánina recibió poco apoyo económico desde casa y el 11 de septiembre de 1941, tomó un trabajo en el jardín de infancia n.º 2 en Arcángel, con el que le ofrecieron un apartamento gratis. Estudió por las tardes y trabajó en el jardín de infancia durante el día. A los niños les agradaba Shánina y los padres la apreciaban. Shánina se graduó de la universidad en el año académico 1941-1942, cuando la Unión Soviética ya había sido invadida por la Alemania nazi.

### Diario
Shánina disfrutaba escribiendo y solía mandar cartas a su pueblo natal y a sus amigos de Arcángel. Pese a que estaban estrictamente prohibidos en el ejército soviético Shánina empezó a escribir un diario de combate. A pesar de la prohibición existieron también otros diarios como El diario del Frente de Izrael Kukuyev y Crónica de Guerra de Muzagit Hayrutdinov. Para preservar el secreto militar, Shánina nombraba a los muertos y heridos como "negros" y "rojos" respectivamente. Escribió el diario desde el 6 de octubre de 1944 hasta el 24 de enero de 1945.
Tras su muerte el diario consistía en tres finos cuadernos. Los guardó el corresponsal de guerra Pyotr Molchanov durante 20 años en Kiev. Una versión reducida fue publicada en la revista Yunost en 1965, y el diario fue transferido al Museo Regional del Óblast de Arcángel. Muchas cartas y datos sobre su registro de francotiradora se han publicado también.

### Muerte
En frente de la Ofensiva de Prusia Oriental, los alemanes trataron de fortalecer las localidades que controlaban a pesar de las grandes adversidades. En una entrada del diario del 16 de enero de 1945 Shánina escribió que a pesar de su deseo de permanecer en un lugar seguro, alguna fuerza desconocida la llevaba a colocarse en primera línea. En la misma entrada escribió que no tenía miedo y que había accedido a unirse al combate cuerpo a cuerpo. 
Al día siguiente Shánina escribió en una carta que había estado al borde de que la mataran porque su batallón había perdido a 72 de los 78 hombres que lo componían. Su última entrada del diario describe cómo el fuego alemán se había intensificado hasta tal punto que las tropas soviéticas se tuvieron que refugiar en armas propulsadas. El 27 de enero Shánina estaba gravemente herida mientras protegía a un oficial de artillería herido. Fue encontrada por dos soldados destripada, con su pecho abierto por una granada. A pesar de los intentos de salvarla Shánina murió al día siguiente cerca de la finca Richau (más tarde el asentamiento soviético de Telmanovka), tres kilómetros al sureste del pueblo prusiano de Ilmsdorf. La enfermera Yekaterina Radkina recordó a Roza arrepintiéndose de haber ayudado tan poco. 
Para el día de su muerte el ejército soviético había recuperado muchos asentamientos de Prusia de Este entre los que se encontraban Tilsit, Insterburg y Pillau y se estaba aproximando a Könisberg. En el momento en el que la muerte de Shánina fue notificada a su madre, su hermano Marat escribió: "Recuerdo claramente los ojos de mi madre. Ya no tenían lágrimas... Se acabó, se acabó- repetía." Shánina fue enterrada bajo un peral frondoso en la orilla del río Lava, entonces llamado Alle. Más tarde sus restos fueron trasladados a Znamensk.

## Vida personal
Shánina tuvo cuatro hermanos: Mijaíl, Fiódor, Sergéi y Marat. Mijaíl fallece en el sitio de Leningrado en 1941, Fiódor fue muerto el mismo año durante la Batalla de Crimea de 1941. Sergéi nunca retornó de la guerra vivo, quedando Marat como el único sobreviviente.

## Otras lecturas
- Журавлëв, Н. После боя вернулась… (За честь и славу Родины). М., Досааф. 1985

- Datos: Q257977
- Multimedia: Roza Shanina / Q257977